# Condado de Uvalde
El condado de Uvalde es uno de los 254 condados del estado estadounidense de Texas. La sede del condado es Uvalde, al igual que su mayor ciudad. El condado tiene un área de 4037 km² (de los cuales 5 km² están cubiertos por agua) y una población de 25 926 habitantes, para una densidad de población de 6 hab/km² (según censo nacional de 2000). Este condado fue fundado en 1850.

## Demografía
Para el censo de 2000, había 25 926 personas, 8559 cabezas de familia, y 6641 familias residiendo en el condado. La densidad de población era de 17 habitantes por milla cuadrada.
La composición racial del condado era:
- 75,68 % blancos
- 0,36 % negros o negros americanos
- 0,68 % nativos americanos
- 0,39 % asiáticos
- 0,08 % isleños
- 19,65 % otras razas
- 3,16 % de dos o más razas.

Había 8559 cabezas de familia, de las cuales el 40,2 % tenían menores de 18 años viviendo con ellas, el 59,4 % eran parejas casadas viviendo juntas, el 13,7 % eran mujeres cabeza de familia monoparental (sin cónyuge), y 22,4 % no eran familias.
El tamaño promedio de una familia era de 3,42 miembros.
En el condado el 31,4 % de la población tenía menos de 18 años, el 9,80 % tenía de 18 a 24 años, el 25,3 % tenía de 25 a 44, el 20 % de 45 a 64, y el 13,6 % eran mayores de 65 años. La edad promedio era de 32 años. Por cada 100 mujeres había 95,00 hombres. Por cada 100 mujeres mayores de 18 años había 90,70 hombres.

## Economía
Los ingresos medios de una cabeza de familia del condado eran de 27 164 $ y el ingreso medio familiar era de 30 671 $. Los hombres tenían unos ingresos medios de 25 135 $ frente a 16 486 $ de las mujeres. El ingreso per cápita del condado era de 12 557 $. El 19,90 % de las familias y el 24,3 % de la población estaban debajo de la línea de pobreza. Del total de gente en esta situación, 33,9 % tenían menos de 18 y el 18,6 % tenían 65 años o más.